# Chapelle Saint-Amant de Théziers
La chapelle Saint-Amant de Théziers est une chapelle romane située à Théziers dans le département français du Gard en région Occitanie.

## Historique
La plus ancienne mention qui est faite de Théziers est « Tedysia », une inscription du musée de Nîmes.
La chapelle Saint-Amant de Théziers est construite au XIIe siècle et apparaît en 1113 dans le cartulaire de l'abbaye Saint-Victor de Marseille sous le nom de Sanctus-Amantius de Tezeir.
Théziers faisait partie de la viguerie de Beaucaire mais elle appartenait cependant au diocèse d'Uzès, et non à celui de Nîmes.

## Statut patrimonial
La chapelle fait l'objet d'une inscription au titre des monuments historiques depuis le 13 février 1941.

## Localisation
La chapelle se dresse, complètement isolée parmi les pins, sur une colline au nord-est du village.

## Architecture

### Le chevet
La chapelle présente à l'est un chevet semi-circulaire recouvert d'un toit en appentis et percé d'une fenêtre absidiale très étroite. Ce chevet est construit en petit appareil éclaté au marteau, typique du premier art roman méditerranéen.

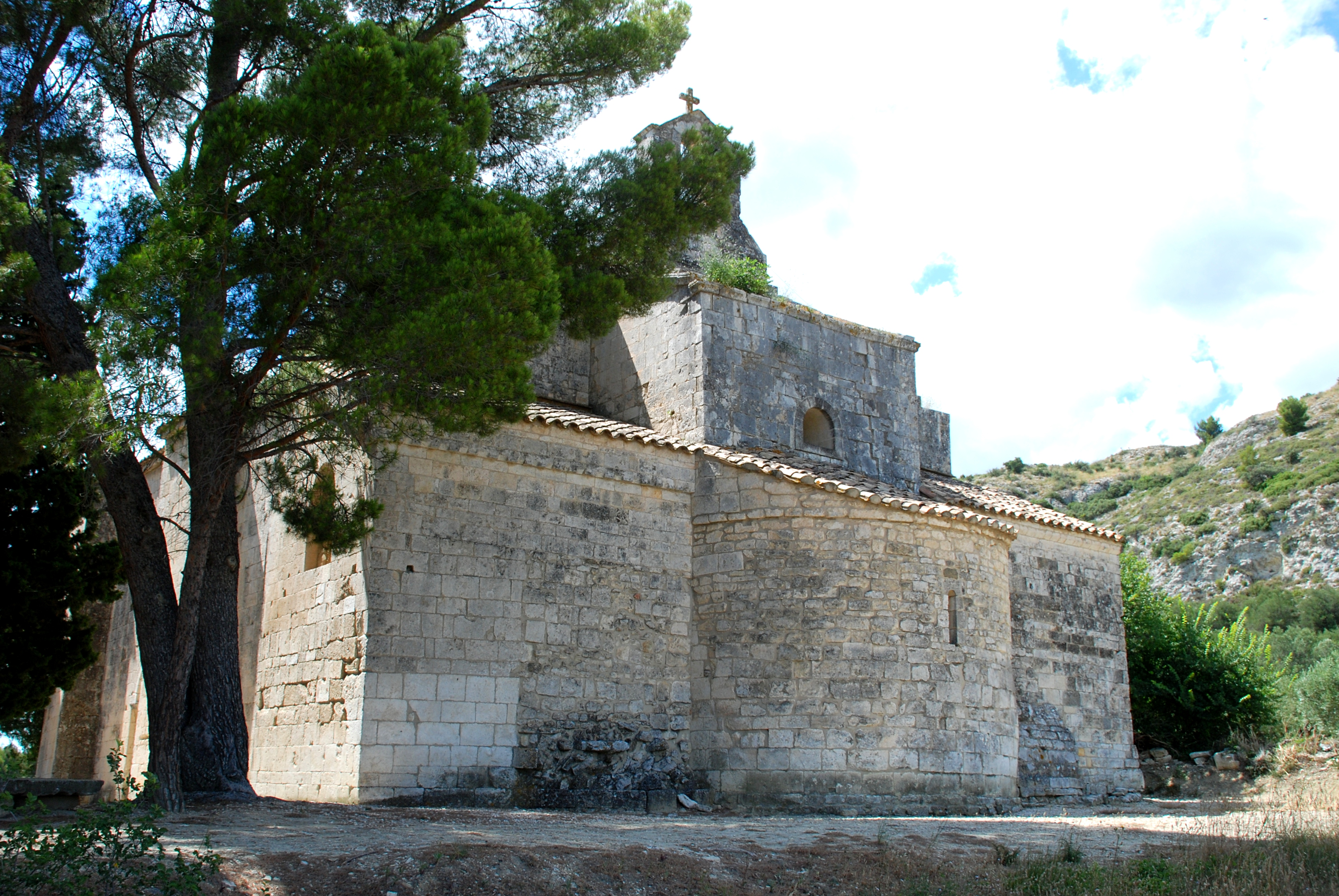
Le chevet.
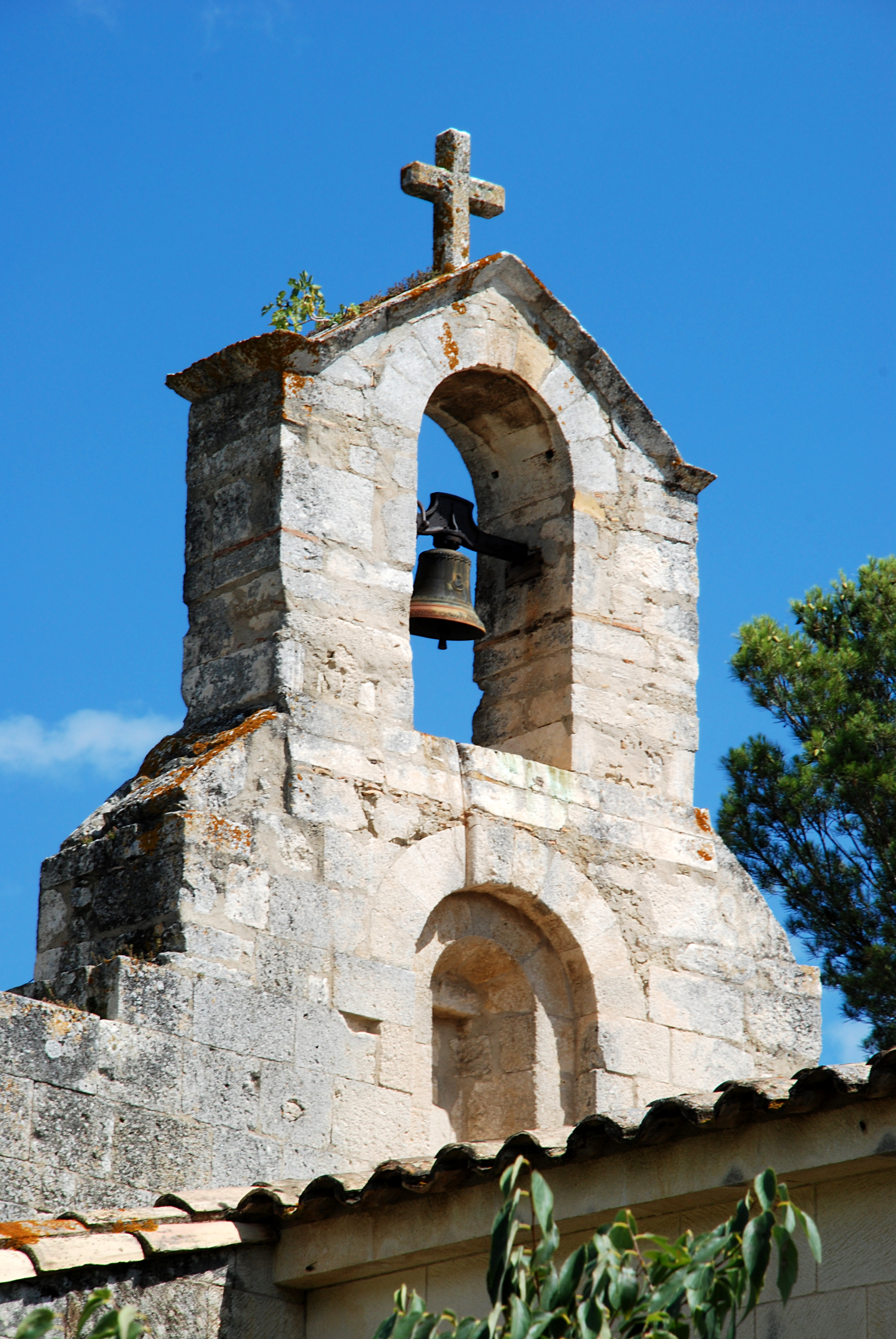
Le clocher.

### La nef
La nef, par contre, est construite en pierre de taille de belle facture assemblée en grand appareil, aux joints parfaits et invisibles, du second art roman.
Recouverte de tuiles romaines, elle est surmontée d'un élégant clocheton à baie campanaire unique.
La façade méridionale, soutenue par de puissants contreforts est percée de deux fenêtres et est ornée d'un beau portail présentant deux arcs imbriqués. L'arc externe est surmonté d'une très belle frise de dents de scie. Il était jadis soutenu par une paire de colonnes disparues dont il ne subsiste plus que le chapiteau de gauche, orné de motifs géométriques.

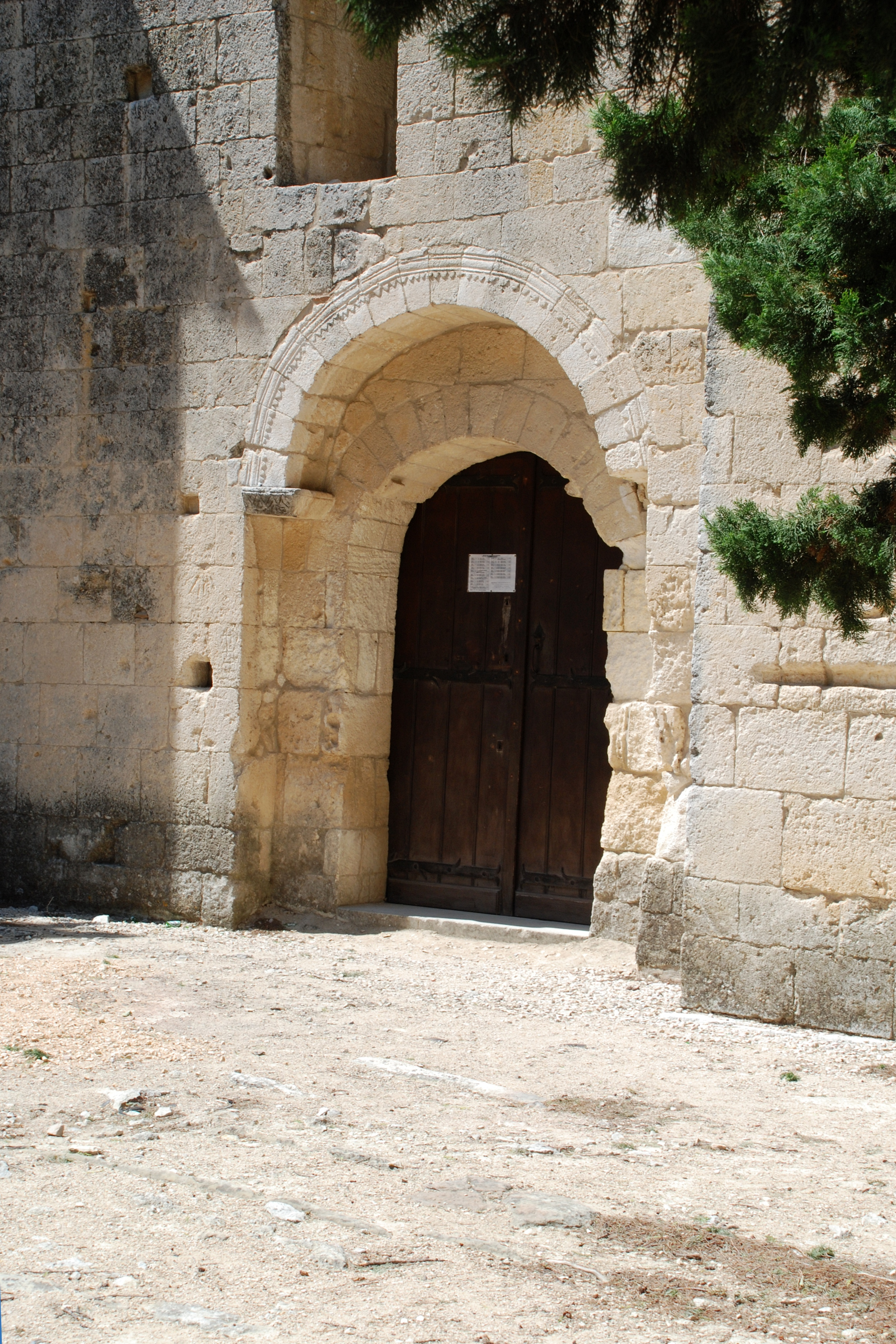
Le portail.
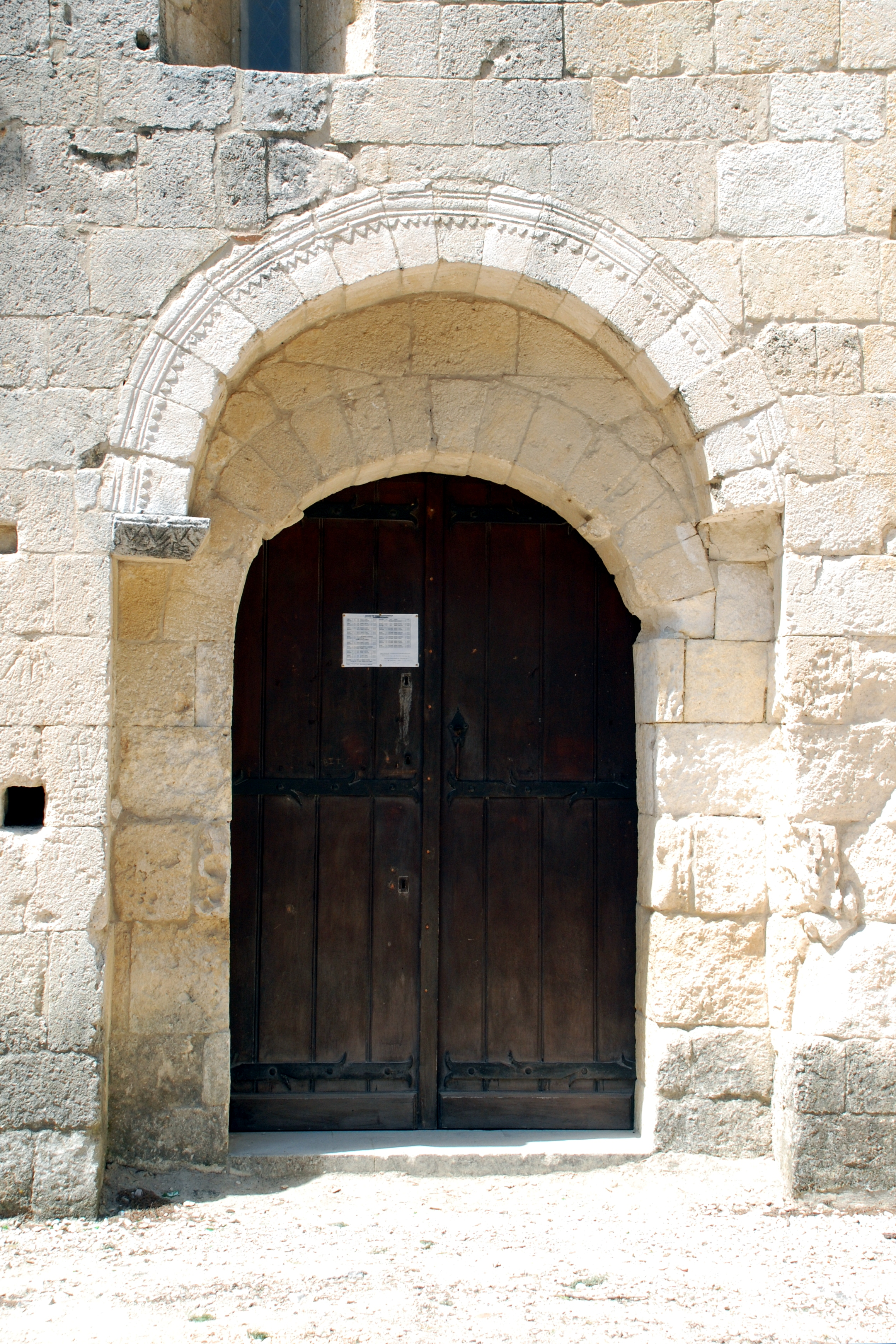
Le portail.
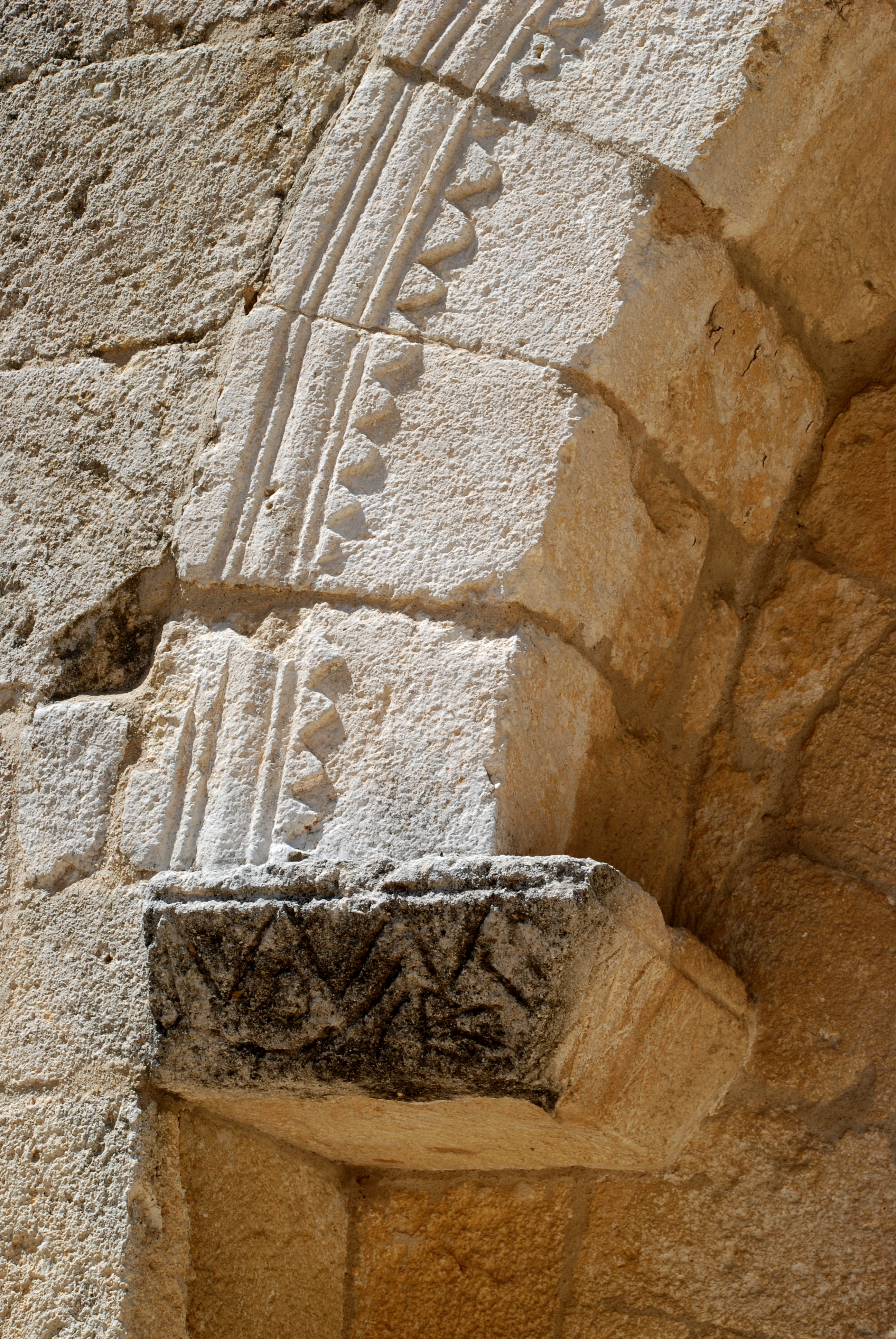
Chapiteau et frise de dents de scie.
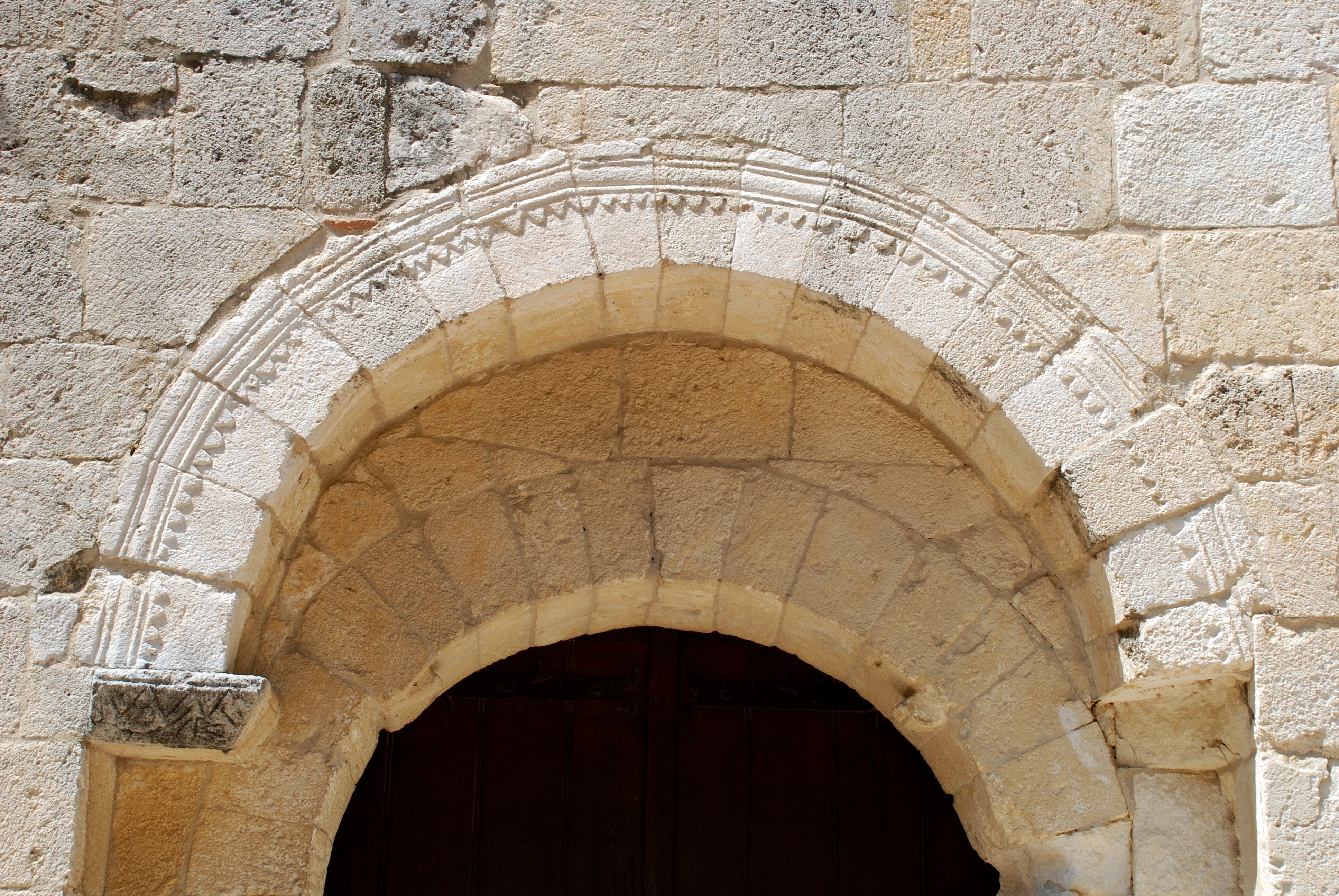
La frise de dents de scie du portail.
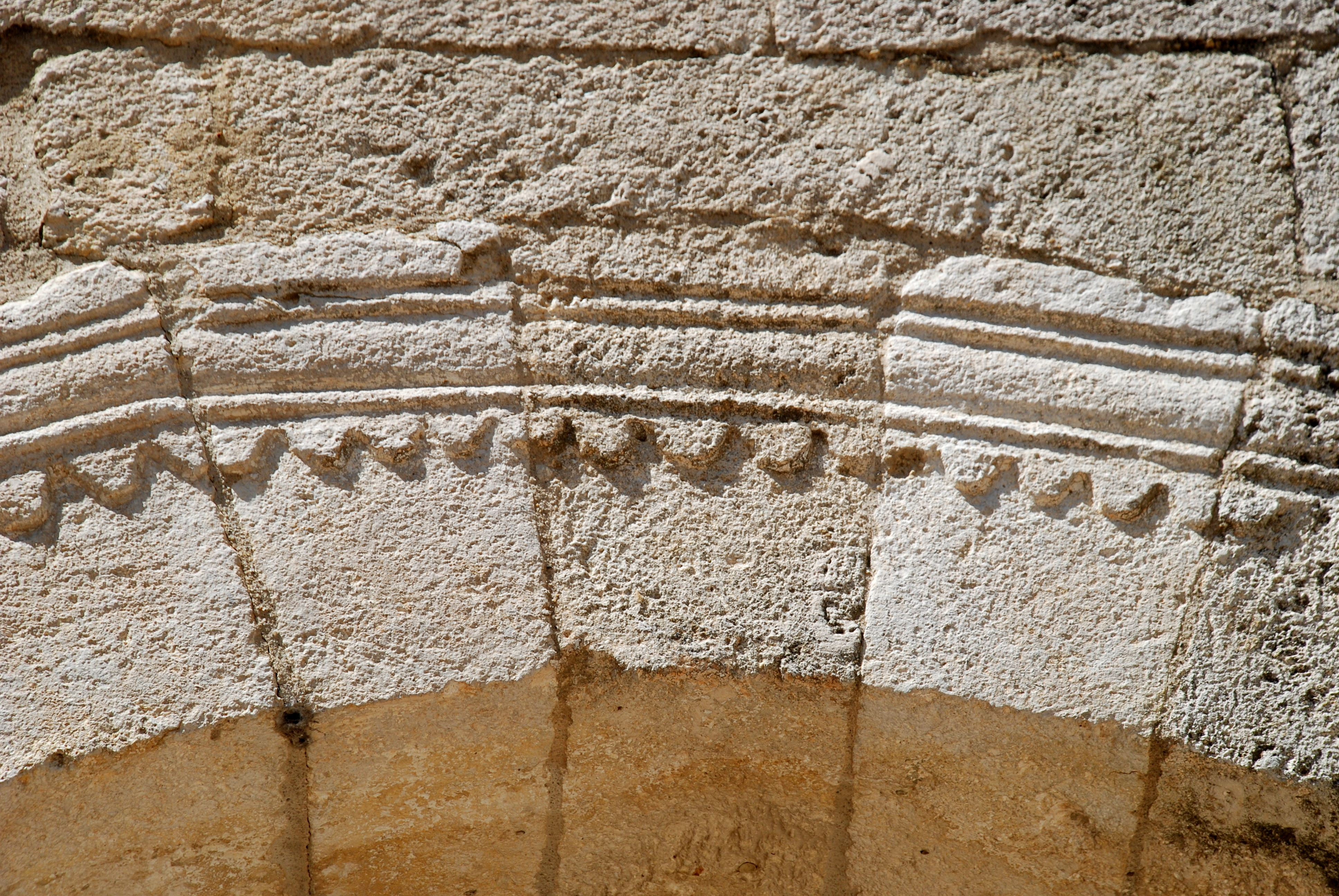
Détail de la frise de dents de scie.